# Xanteno
Xanteno (9H-xanteno, 10H-9-oxaantraceno) é um composto orgânico amarelo heterocíclico. Sua fórmula química é C13H10O. É solúvel em éter. Seu ponto de fusão é 101-102 °C e seu ponto de ebulição é 310-312 °C.
O xanteno é usado em síntese orgânica. Também é usado como fungicida.
Xanteno é a base de uma classe de corantes; como por exemplo a fluoresceína, as eosinas, e as rodaminas que são derivadas desta estrutura. Corantes de xanteno tendem a ser fluorescentes, dando corantes brilhantes, de amarelos rosados a vermelhos azulados.
Muitos corntes de xanteno podem ser preparados pela condensação de derivados de anidrido ftálico com derivados de resorcinol ou 3-aminofenol.
Xanteno pode também ser usado como um nome genérico de vários dos derivados de xanteno.
Exemplos de corantes derivados do xanteno e suas fórmulas:
- Eosina Y bis(trietil), sal de amônio - C32H38Br4N2O5
- Eosina Y, ligação polimérica
- Eritrosina B lactona - C20H8I4O5
- Eritrosina B bis(trietil), sal de amônio - C32H38I4N2O5
- Eritrosina B, ligação polimérica
- Rosa bengala, bis[tri(n-butil)], sal de amônio - C44H58Cl4I4N2O5
- Rosa bengala, éster benzílico - C27H10Cl4I4O5
- Rosa bengala, éster metílico - C21H6Cl4I4O5
- Rosa bengala, éster etílico - C22H8Cl4I4O5
- Rosa bengala, ligação polimérica
- RBAX - C21H6Cl4I4O4